# Klaus Marxen
Klaus Marxen (* 1945 in Marne) ist ein deutscher Jurist und Hochschullehrer.

## Leben
Das Studium der Rechtswissenschaft, Geschichte und Philosophie von 1965 bis 1970 in Kiel schloss er mit dem ersten juristischen Staatsexamen ab. Während des Studiums arbeitete er als Gerichtsberichterstatter bei einer Kieler Tageszeitung. 1971 lehrte er als Dozent für das Fach Rechtslehre beim Berufsfortbildungswerk des DGB in Neumünster. Von 1971 bis 1973 hatte er ein Promotionsstipendium der Studienstiftung des Deutschen Volkes. Das Doktorexamen legte er 1974 in Frankfurt am Main ab. Ab 1973 absolvierte er die Referendarausbildung im juristischen Vorbereitungsdienst des Landes Schleswig-Holstein. Nach dem zweiten juristischen Staatsexamen 1975 war er bis Ende 1975 als Rechtsanwalt in Itzehoe tätig. Von 1976 bis 1980 war er Wissenschaftlicher Mitarbeiter am Lehrstuhl Strafrecht II (Wolfgang Naucke) am Fachbereich Rechtswissenschaft der Universität Frankfurt am Main und von 1980 bis 1983 Hochschulassistent. Er vertrat von 1982 bis 1983 eine strafrechtliche Professur an der Universität Hannover. 
Nach der Habilitation 1982 an der Universität Frankfurt am Main für Strafrecht, Strafprozessrecht und Rechtsphilosophie lehrte er von 1983 bis 1985 als Professor für Strafrecht, Strafprozessrecht und Rechtsphilosophie an der Universität Bremen, von 1985 bis 1989 an der Universität Bielefeld und von 1989 bis 1993 zusätzlich für Wirtschaftsstrafrecht an der Universität Münster. Im Wintersemester 1991/92 war er Gastprofessor an der Humboldt-Universität zu Berlin und seit dem 1. März 1993 dort als Professor für Strafrecht, Strafprozessrecht und Rechtsphilosophie. Während seiner Professuren war er bis 2007 im zweiten Hauptamt Richter am Landgericht Bremen, Landgericht Bielefeld und Landgericht Münster (jeweils Große Strafkammer) und am Kammergericht Berlin (Strafsenat). Mit dem Eintritt in den Ruhestand am 31. März 2010 wurde er Seniorprofessor.

## Schriften (Auswahl)
- Der Kampf gegen das liberale Strafrecht. Eine Studie zum Antiliberalismus in der Strafrechtswissenschaft der zwanziger und dreißiger Jahre (= Schriften zum Strafrecht. Band 22). Duncker & Humblot, Berlin 1975, ISBN 3-428-03307-8 (zugleich Dissertation, Frankfurt am Main 1974).
- Straftatsystem und Strafprozeß (= Schriften zum Strafrecht. Band 53). Duncker & Humblot, Berlin 1984, ISBN 3-428-05519-5 (zugleich Habilitationsschrift, Frankfurt am Main 1982).
- mit Frank Tiemann: Die Wiederaufnahme in Strafsachen (= Praxis der Strafverteidigung. Band 17). Müller, Jur. Verl., Heidelberg 1993, ISBN 3-8114-5593-1. 3. Auflage, Müller, Heidelberg 2014, ISBN 978-3-8114-4320-4.
- Das Volk und sein Gerichtshof. Eine Studie zum nationalsozialistischen Volksgerichtshof (= Juristische Abhandlungen. Band 25). Klostermann, Frankfurt am Main 1994, ISBN 3-465-02644-6.
- mit Gerhard Werle: Die strafrechtliche Aufarbeitung von DDR-Unrecht – Eine Bilanz. De Gruyter, Berlin 1999, ISBN 3-11-016291-1.
- als Herausgeber mit Gerhard Werle: Strafjustiz und DDR-Unrecht. Dokumentation in sieben Bänden. De Gruyter, Berlin 2000–2009.
- Kompaktkurs Strafrecht – Allgemeiner Teil: Fälle zur Einführung, Wiederholung und Vertiefung (= Schriftenreihe der Juristischen Schulung. Band 165). Beck, München 2003, ISBN 3-406-50761-1.
- Kompaktkurs Strafrecht – Besonderer Teil: Fälle zur Einführung, Wiederholung und Vertiefung (= Schriftenreihe der Juristischen Schulung. Band 167). Beck, München 2004, ISBN 3-406-50899-5.
- mit Holger Schlüter: Terror und »Normalität«, Urteile des nationalsozialistischen Volksgerichtshofs 1934–1945: Eine Dokumentation (= Juristische Zeitgeschichte NRW. Band 13). Ministerium der Justiz des Landes Nordrhein-Westfalen, Düsseldorf 2004, OCLC 249140155.
- als Herausgeber mit Annette Weinke: Inszenierungen des Rechts. Schauprozesse, Medienprozesse und Prozessfilme in der DDR. Berliner Wissenschafts-Verlag, Berlin 2006, ISBN 3-8305-1243-0.
- Weiheraum. Roman. Bouvier, Bonn 2015, ISBN 3-416-03389-2.
- Lulin oder I’m just a lonely boy. Roman. Bouvier, Bonn 2017, ISBN 3-416-04011-2.